# John Tjaarda
John Tjaarda van Sterkenburg, född Johan Tjaarda (1897-1962), var en holländsk/amerikansk designer. 
Tjaarda föddes i Sterkenburg, Utrecht. Han deltog i första världskriget som pilot och efter kriget flög han för det nationella flygbolaget KLM. 1923 emigrerade Tjaarda till USA där han arbetade som bildesigner för General Motors Art and Color Section under Harley Earl. Från GM gick han vidare till karosstillverkaren Briggs Manufacturing Company. Hos Briggs designade han en konceptbil som låg till grunden för Lincoln Zephyr.
Tjaardas son, Tom Tjaarda, var också bildesigner.